# Ernesto Roller
Ernesto Guimarães Roller (Formosa, 11 de novembro de 1969) é um político e advogado brasileiro filiado ao União Brasil, que serviu como deputado estadual e secretário estadual de Goiás, além de prefeito de Formosa.

## Biografia
Nascido em 11 de novembro de 1969, na cidade de Formosa, Goiás, Ernesto Guimarães Roller é filho de Georgiana Guimarães Roller e Carlos Agenor de Castro Roller, sendo advogado e bacharel em direito.
Entrou na política em 1994, quando presidiu o diretório municipal do Partido Progressista Brasileiro. Nas Eleições estaduais em Goiás em 2002, elegeu deputado estadual com 29.464 votos. Assumiu a Secretaria de Segurança Pública do Estado de Goiás no início do mandato de Alcides Rodrigues, em 19 de março de 2007, após se reeleger em 2006, com 42.269 votos no pleito. Se licenciou até 12 de abril de 2010, quando saiu da SSP-GO.
Foi o procurador-geral do Município de Goiânia, na prefeitura de Paulo Garcia até as eleições estaduais de 2014, quando elegeu-se novamente deputado estadual, já pelo PMDB, com 24.975 votos.

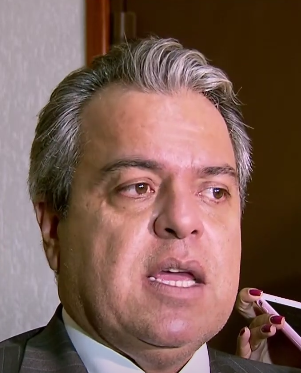
Secretário de Relações Institucionais de Goiás, Ernesto Roller, em dezembro de 2019.

Elegeu-se prefeito de sua cidade natal, Formosa, em 2016, assumindo em 2017 e deixando o cargo de deputado estadual. Deixou a prefeitura para ser secretário de Relações Institucionais da Gestão Ronaldo Caiado no governo de Goiás, sendo sucedido pelo ex-deputado federal Lucas Vergílio em 14 de fevereiro de 2023.